# Klaus Meyer-Minnemann
Klaus Meyer-Minnemann (* 13. Juli 1940 in Hamburg) ist ein deutscher Romanist.

## Leben
Von 1946 bis 1959 besuchte er Schulen in Hamburg. Nach dem Abitur 1959 studierte er von 1959 bis 1967 romanische Philologie, Germanistik und allgemeine  Literaturwissenschaft in Hamburg, Berlin und Bordeaux, Ferienkurse in Santander und Perugia. Nach dem ersten Staatsexamen 1968 für das Lehramt an Gymnasien in den Fächern Französisch und Deutsch war er von 1969 bis 1971 Lektor für deutsche Sprache am Instituto Politécnico Nacional und El Colegio de México in Mexiko-Stadt. Nach der Promotion 1967 in Romanischer Philologie an der Universität Hamburg war er von 1967 bis 1969 und von 1971 bis 1976 wissenschaftlicher Assistent am Romanischen Seminar der Universität Hamburg. Nach der Habilitation 1976 für das Fach Romanische Philologie an der Universität Hamburg war er von 1976 bis 1978 Abteilungsleiter und Professor C3 an der Universität Trier. Von 1978 bis zur Emeritierung 2005 lehrte er als Universitätsprofessor C4 an der Universität Hamburg. 1996 wurde ihm der Orden Andrés Bello durch den Präsidenten der Republik Venezuela Rafael Caldera in Anerkennung der Verdienste um die Verbreitung der hispanischen Literatur und Kultur verliehen.
Seine Hauptarbeitsgebiete sind Gattungstheorie, Narratologie, die spanische novela picaresca und ihre Verbreitung, hispanoamerikanische Literatur der Independencia, der hispanoamerikanische Roman des 19. und 20. Jahrhunderts, spanischsprachige Literatur des Fin de siècle und der historischen Avantgardebewegungen einschließlich der Konkreten Poesie und Octavio Paz.

## Schriften (Auswahl)
- Die Tradition der klassischen Satire in Frankreich. Themen und Motive den Verssatiren Théophiles de Viau. Berlin 1969, OCLC 427106681.
- Der spanischamerikanische Roman des Fin de siècle. Tübingen 1979, ISBN 3-484-60138-8.
- als Herausgeber: Avantgarde und Revolution. Mexikanische Lyrik von López Velarde bis Octavio Paz. spanisch – deutsch. Eine Anthologie. Frankfurt am Main 1987, ISBN 3-921600-52-9.
- als Herausgeber mit Sabine Schlickers: La novela picaresca. Concepto genérico y evolución del género (siglos XVI y XVII). Frankfurt am Main 2008, ISBN 978-3-86527-445-8.